# 额我略圣歌

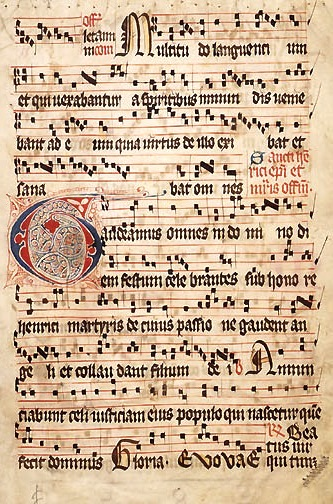
14-15世纪的赞美圣亨利的祭文 Gaudeamus omnes，以四线谱记谱法记录。

葛利果聖歌是一种单声部、无伴奏的天主教會宗教音乐，是西方基督教单声圣歌的主要传统。葛利果聖歌主要是在第八世纪和第九世纪（法兰克人到达西欧和中欧）期间发展起来，并在之后有所继续增改和编写。通常人们认为是额我略一世发明了葛利果聖歌（格里高利即额我略一世），但学者们认为是在后来的加洛林王朝时期，综合了罗马圣咏和高卢圣咏而形成。
葛利果圣咏共有8种调式。传统上，葛利果圣咏由男人或男孩组成的唱诗班在教堂中演唱。

## 历史

### 早期单声圣歌的发展
在天主教会最初的时期，无伴奏的歌唱就已经是天主教礼仪的一部分。直到1990年代中期，古犹太圣咏对早期基督教仪式和圣诗的影响得到广泛公认。但这一观点已不被学者接受，因为分析显示大部分早期基督教圣诗并没有歌本，而这些圣诗在公元70年第二圣殿被毁后，已经有数百年未在犹太会堂中演唱了。不过，早期基督宗教仪式却是融合了犹太仪式的元素，保存在后来的圣咏传统中。祈祷时刻来源于犹太的祷告时间，“阿们”和“阿肋路亞”都来自于希伯来语。
《新约圣经》中提到，在最后的晚餐中唱了圣诗：“ 他們唱了聖詠，就出來往橄欖山去。”。

### 引用
1. ↑  David Hiley, Western Plainchant pp. 484-5.
2. ↑  Willi Apel, 额我略圣咏 p. 34.
3. ↑  《玛窦福音》第26章第30节